# Marphysa hentscheli
Marphysa hentscheli är en ringmaskart som beskrevs av Augener 1931. Marphysa hentscheli ingår i släktet Marphysa och familjen Eunicidae. Inga underarter finns listade i Catalogue of Life.